# QED 〜flumen〜 九段坂の春
『QED ~flumen~ 九段坂の春』（キューイーディー フルーメン くだんざかのはる）は、高田崇史による推理小説。QEDシリーズの第14作で、シリーズ初の連作短編集である。

## 出版履歴
- 2007年：講談社ノベルス、ISBN 978-4-06-182544-4
- 2011年：講談社文庫、ISBN 978-4-06-276945-7

## 九段坂の春
昭和56年、桑原が中学2年の4月におこった怪死事件。その真相は?

### 登場人物
桑原 崇（くわばら たかし）
九段坂中学校2年A組。弥生に淡い恋心を抱く。
鴨志田 翔一（かもしだ しょういち）
桑原と2年間同じクラス。光弘の死を発見する。桑原にジャーナリストになるよう勧められる。
五十嵐 弥生（いがらし やよい）
九段坂中学の理科教師。28歳。文学に造詣が深い。20歳のころに産んだ子供がおり、旧姓「桜月」。中学を辞任し、家族とともに和歌山へ引っ越した。
岩築 竹松（がんちく たけまつ）
警視庁捜査一課の刑事。31歳。
金森 慎次（かなもり しんじ）
警視庁捜査一課警部補。通称「鬼の金森」。
落合 光弘（おちあい みつひろ）
サラリーマン。35歳。千鳥ヶ淵で首を桜の枝で刺され、死亡したところを、翔一に発見される。
落合 康美（おちあい やすみ）
光弘の妻。落合小児科院長。半年前、強盗に殺される。
五十嵐 徹也（いがらし たつや）
光弘の弟。弥生の夫。

## 北鎌倉の夏
昭和59年、棚旗奈々、高校1年の8月に起きた、鎌倉宮の幽霊騒動と管理人の変死事件を描く。

### 登場人物
棚旗 奈々（たなはた なな）
雪ノ下女学院高等部1年生。
須藤 真司（すどう しんじ）
鎌倉湘南大学付属高校2年。空手部。奈々と何度かお茶をしている。奈良出身。日本史が得意で、歴史学科を目指している。
醍醐 将弘（だいご まさひろ）
鎌倉湘南大学付属高校2年。空手部。得意技はカウンターの回し蹴り。強そうな見かけによらず、幽霊が苦手。数学者を目指しているらしい。
上田 壮（うえだ そう）
鎌倉湘南大学付属高校2年。空手部。素早い動きで戦う。九段坂中学卒だった。3年次は桑原の同級生で、その時に交わした会話から、楠木正成の死に疑問を抱く。制服のブレザーが好き。
山城 巽（やましろ たつみ）
神奈川県警捜査一課警部。沖縄出身。
松丸 十三（まつまる じゅうぞう）
山城の部下。神経質。会津出身で、あだ名の「丸十」を気に入っていない。「ベイカー街の問題」にも登場。
五十嵐 勝（いがらし まさる）
鎌倉宮の管理人。見回りの最中、死亡。

## 浅草寺の秋
昭和60年、小松崎、大学1年の10月に起こった心中事件の顛末。

### 登場人物
小松崎 良平（こまつざき りょうへい）
明邦大学文学部社会学科1年。吾妻橋高校卒。空手部。
江川 優里（えがわ ゆり）
吾妻橋高校3年。小松崎の彼女。
八谷 達也（やつたに たつや）
吾妻橋高校OBで、空手部の専属コーチ。全国大会出場経験がある。
江川 奈緒美（えがわ なおみ）
優里の姉。20歳。付き合っていないはずの真太郎と心中死体となって発見。
佐藤 真太郎（さとう しんたろう）
25歳。奈緒美と心中していた。
岩築 竹松（がんちく たけまつ）
警視庁捜査一課警部補。35歳。小松崎の叔父。
堂本 素直（どうもと すなお）
警視庁捜査一課巡査。岩築の部下。
出雲谷 拓蔵（いずもや たくぞう）
骨董屋「海妖房」経営。68歳。遠野に在住しているが、出身は浅草。東京にある娘の嫁ぎ先に遊びに来た。
鴨志田 翔一（かもしだ しょういち）
真土山高校3年。「九段坂の春」にも登場。浅草寺周辺を散策していたときに出雲谷と知り合い、浅草寺・待乳山聖天・庚申待ちについての話を聞く。出雲谷にジャーナリストになるよう勧められる。

## 那智滝の冬
平成3年、御名形、大学院生の1月、大地主の変死体にまつわる事件。真相を御名方が解き明かす。

### 登場人物
御名形 史文（みなかた しもん）
紀伊和歌山大学大学院生。生薬学や毒物学を学ぶ。
福森 麗奈（ふくもり れな）
那智女子大学2回生。20歳。史文の従妹。佳勝の遺体の発見者。
五十嵐 彩子（いがらし あやこ）
那智女子大に進学予定の高校生。佳勝に言い寄られていた。
深影 佳勝（みかげ よしかつ）
那智勝浦の大地主。42歳。リゾート・マンションも経営している。小舟で海に出たまま、全身を腫れあがらせ、死亡していた。
御名形 クリス（みなかた クリス）
史文の母。イギリス人。熱田記念病院関係者で、毒草の専門家。「浅草寺の秋」で心中に使われた毒物を特定した。夫は大学教授。
高橋 みか（たかはし みか）
佳勝の愛人。
深影 冴子（みかげ さえこ）
佳勝の妻。
五十嵐 弥生（いがらし やよい）
彩子の母。「九段坂の春」にも登場。
五十嵐 徹也（いがらし てつや）
弥生の夫。2年前、山道から車で転落死。
山野井 豊（やまのい ゆたか）
和歌山県警捜査一課警部。